# Pieter Willem Pestman

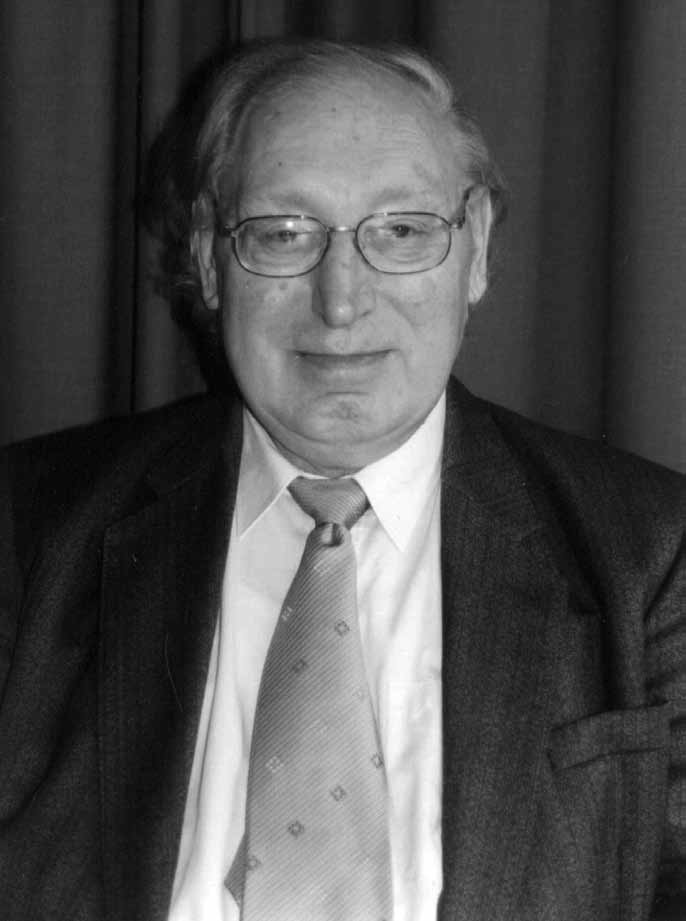
Pieter Willem Pestman

Pieter Willem Pestman (* 28. April 1933 in Amsterdam; † 14. Mai 2010 in Pancalieri, Italien) war ein niederländischer Professor für Papyrologie an der Universität Leiden.

## Werdegang
Pieter Willem Pestman studierte Jura an der Universität Utrecht, wo er 1953 das Examen absolvierte. Danach studierte er Papyrologie und altägyptisches Recht an der Universität Leiden. 1960/61 verbrachte er drei Monate in Paris, um bei Michel Malinine (1900–1977) Demotisch zu lernen. 1961 promovierte Pestman mit der Arbeit Marriage and Matrimonial Property in Ancient Egypt.
Nach seiner Promotion war er wissenschaftlicher Mitarbeiter am Institut für Papyrologie an der Universität Leiden. 1969 wurde er zum Direktor des Instituts berufen. In den Jahren 1982 und 1983 war er Dekan der Juristischen Fakultät der Universität Leiden. Seit 1985 war er Mitglied der Königlichen Akademie der Wissenschaften, Literatur und Schönen Künste von Belgien; seit 1992 Mitglied der Königlich-Niederländischen Akademie der Wissenschaften. Im selben Jahr erhielt er die Ehrendoktorwürde der Universität Bologna. 1998 trat er in den Ruhestand.

## Monographien
- Marriage and Matrimonial Property in Ancient Egypt. A Contribution to Establishing the Legal Position of the Woman (= Papyrologica Lugduno-Batava. 9, ISSN 0169-9652). Brill, Leiden 1961.
- Chronologie égyptienne d’après les textes démotiques. 322 av. J. C.–453 ap. J. C. (= Papyrologica Lugduno-Batava. 15). Brill, Leiden 1967.
- als Herausgeber et al.: Berichtigungsliste der Griechischen Papyrusurkunden aus Ägypten. Band 6–10. Brill, Leiden u. a. 1977–1998.
- mit Jan Quaegebeur, R. L. Vos: Recueil de textes démotiques et bilingues. 3 Bände (Bd. 1: Transcriptions. Bd. 2: Traductions. Bd. 3: Index et Planches.). Brill, Leiden 1977, ISBN 90-04-05255-0.
- als Herausgeber: L’archivio di Amenothes figlio di Horos (P. Tor. Amenothes). Testi demotici e greci relativi ad una famiglia di imbalsamatori del secondo sec. a. C. (= Catalogo del Museo Egizio di Torino. Serie 1: Monumenti e Testi. 5, ISSN 0082-6863). Cisalpino – La Goliardica, Mailand 1981.
- als Herausgeber mit Ernst Boswinkel: Les archives privées de Dionysios, fils de Kephalas (P. L. Bat. 22). Textes grecs et demotiques (= Papyrologica Lugduno-Batava. 22). Brill, Leiden 1982, ISBN 90-04-06588-1.
- The New Papyrological Primer. 5th edition of David and van Groningen’s Papyrological Primer. Brill, Leiden u. a. 1990, ISBN 90-04-09348-6.
- als Herausgeber: Il processo di Hermias e altri documenti dell’archivio dei choachiti. (P. Tor. Choachiti). Papiri greci e demotici conservati a Torino e in altre collezione d’Italia (= Catalogo del Museo Egizio di Torino. Serie 1: Monumenti e Testi. 6, ISSN 0082-6863). Ministero per i beni culturali e ambientali – Soprintendenza al museo delle antichita egizie, Turin 1992.
- The Archive of the Theban Choachytes (Second Century B.C.). A Survey of the Demotic and Greek Papyri Contained in the Archive (= Studia Demotica. 2). Peeters, Löwen 1993, ISBN 90-6831-489-0.
- als Herausgeber: Les papyrus démotiques de Tsenhor (P. Tsenhor). Les archives privées d’une femme égyptienne du temps de Darius Ier (= Studia Demotica. 4). , Leuven 1994, ISBN 2-87723-174-7 (Bd. 1), ISBN 2-87723-175-5 (Bd. 2).